# Nubbel

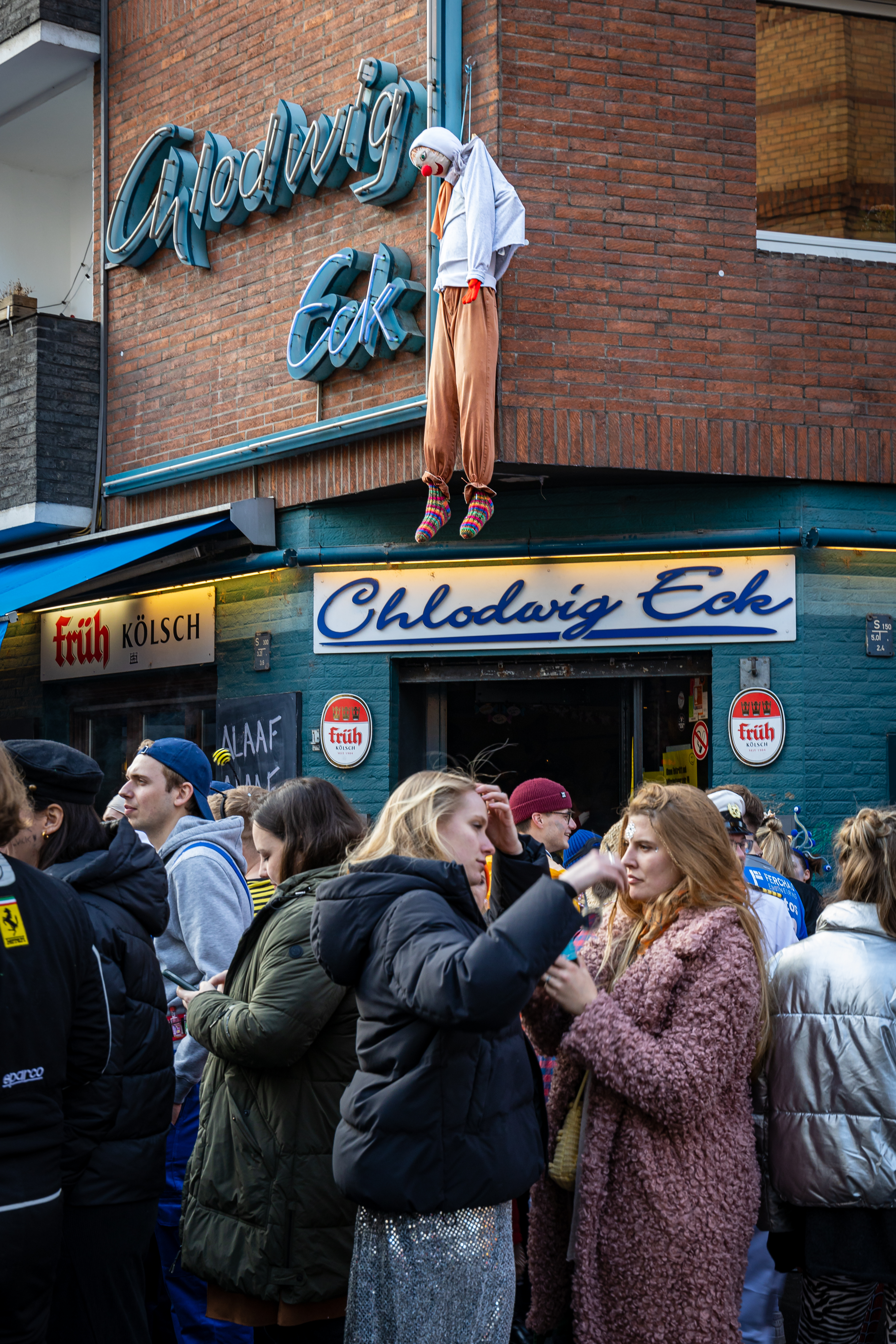
Nubbel in der Kölner Südstadt (2023)

Nubbel ist eine um 1950 aufgekommene Bezeichnung für eine lebensgroße bekleidete Strohpuppe. Sie stellt den Sündenbock im rheinischen Karneval dar. Der Nubbel, im Kölner Karneval auch Zacheies genannt, hängt in der Karnevalszeit über vielen Kneipen und wird in der Nacht auf Aschermittwoch im Rahmen einer Zeremonie verbrannt.

## Geschichte
Nubbel ist ein kölscher Begriff, der schon im 18. Jahrhundert im Sprachgebrauch war. Er wird benutzt, wenn man keine näheren Angaben machen kann oder will, z. B. „Nubbels Chris“ („irgendwer“), „dä es beim Nubbel“ („der ist irgendwo“), „dat wor dä Nubbel“ („das war irgendwer“). Im Standardwerk der kölschen Sprache Wörterbuch der kölschen Mundart von 1905 findet er keine Erwähnung, jedoch der Zachaies. Adam Wrede und Will Hermanns erwähnen und erläutern das Wort.

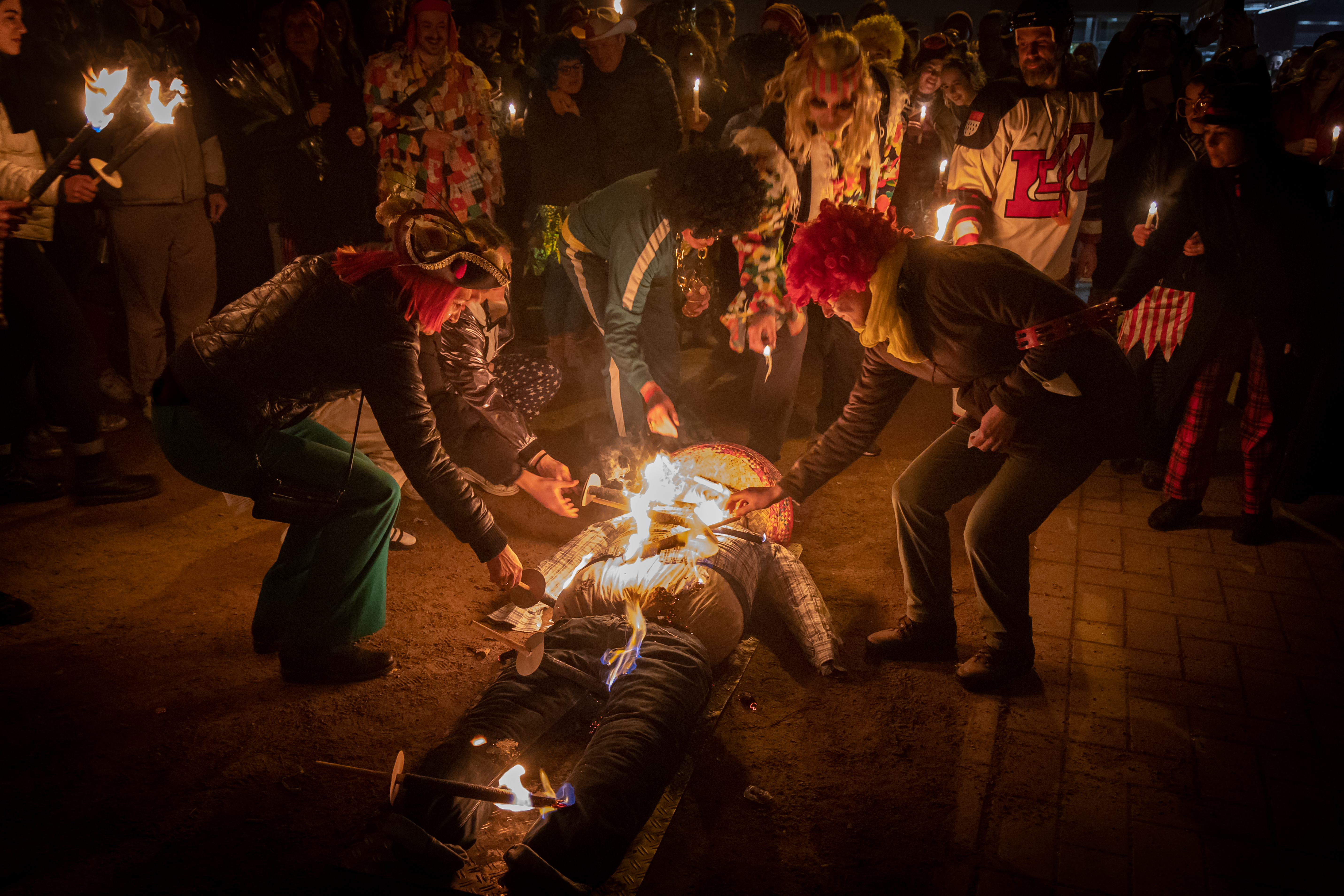
Nubbelverbrennung (2023)

Nubbel ist eine hauptsächlich im Kölner Raum verwendete Bezeichnung für „Zacheies“ (kölsche Form des hebräischen Zachäus), der zum Ausklang einer Kirmes verbrannt wurde. In Poll hat sich die Tradition über die Jahrhunderte erhalten. Heute wird dort der Zacheies vom Poller Maigeloog symbolisch in den Rhein geworfen und in der Nacht zum 1. Mai wieder herausgefischt. In Köln-Buchheim wurde 1913 eine Verbrennung anlässlich einer der ältesten rechtsrheinischen Kirmessen, der Buchheimer Kirmes, angekündigt. Daraufhin wurde die Kirmes verboten. Erst ab 1950 gibt es anlässlich der Kirmes von St. Severin wieder eine Zacheiesverbrennung in der Kölner Innenstadt. Eine Strohpuppe wird zu Beginn der Kirmes auf dem Kirmesplatz oder vor einer Wirtschaft aufgehängt. Diese Puppe verkörpert die Kirmes. Am letzten Kirmestag wird sie verbrannt oder begraben. Dieser Zacheies wird auch Nubbel genannt.

Die Verbrennung einer Figur im Zusammenhang mit dem Karneval ist im Rheinland seit dem Beginn des 19. Jahrhunderts historisch fassbar. Der Kölner Ernst Weyden schreibt in seinen Erinnerungen über die 1820er-Jahre, in denen in Köln das Fastnachtsgeschehen neu geordnet wurde, dass am Aschermittwoch „die Fastnacht begraben“ wurde: „Mit förmlichem Leichengeleite trug man eine Puppe auf einer Bahre durch die Stadt und verbrannte dieselbe auf einem Platze.“ Weyden bezieht das Geschehen auf einen „alten Festgebrauch, der sich noch im südlichen Deutschland und selbst in Griechenland erhalten hat“, und will eine „pomphafte Begräbnisfeier der Fastnacht“ als Fastnachtsspiel auch 1812 bei den damals in Köln stationierten napoleonischen Truppen gesehen haben.

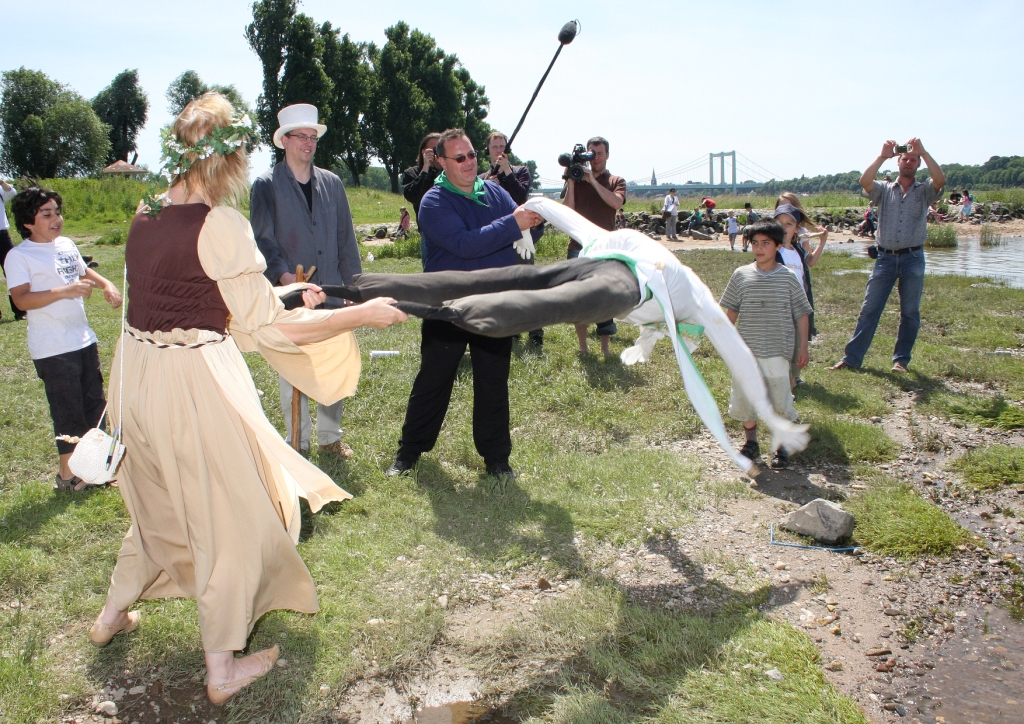
Der Zacheies wird vom Poller Maigeloog in den Rhein geworfen (2010)

Der Anthropologe James Frazer sah in Bräuchen wie dem mimischen Tod des Karnevals eine Verwandtschaft zu ähnlichen Bräuchen in anderen Kulturen, bei denen der Scheintod eines göttlichen oder übernatürlichen Wesens eine Rolle spielt – als Voraussetzung für eine Auferstehung in einer besseren Gestalt. Anderswo ist es der Tod selbst, der dramatisch hingerichtet wird. Die Verbrennung einer Karnevalsfigur aus Stroh oder Pappe am Veilchendienstag oder auch am Aschermittwoch berichtet Frazer aus Latium, den Abruzzen, aus Katalonien, der Provence und der Normandie, anderswo wird die Puppe begraben (im Lechrain), ertränkt (Jülich) oder aufgehängt (Raum Tübingen). In einigen Ardennendörfern soll es Scheingerichte und Scheinhinrichtungen gegeben haben; der „Karnevalsdienstag“, der Karneval im französischen Sprachgebiet als Mardi Gras, wurde durch einen jungen Mann verkörpert, auf den mit Platzpatronen geschossen wurde. Nach einem tödlichen Unfall in Vrigne-aux-Bois habe dieser Brauch jedoch aufgehört. Das „Hinaustragen des Todes“ mit ähnlichen Merkmalen beschrieb Frazer für Mittelfranken, Bayern, Thüringen und Schlesien, und zwar als Mittfastenbrauch am Vierten Fastensonntag.

## Ablauf

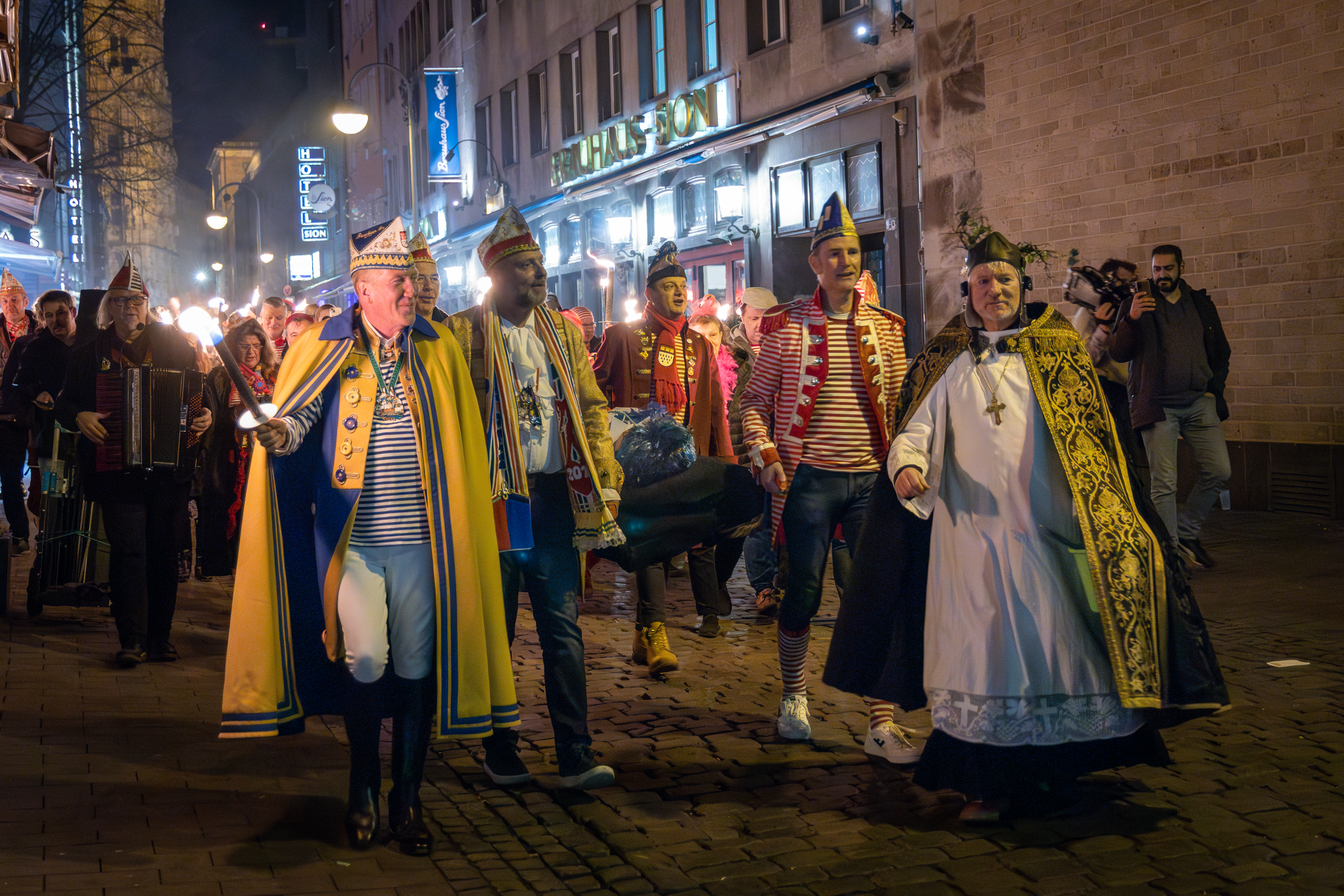
Trauerzug mit Jürgen Becker (2025)

Der genaue Ablauf dieser Tradition ist von Stadt zu Stadt und Kneipe zu Kneipe unterschiedlich. Meist wird der Nubbel an der Fassade von Kneipen an Weiberfastnacht befestigt, dem Auftakt des Straßenkarnevals. In einem kurzen Umzug um den Block wird er am Karnevalsdienstag um 24 Uhr feierlich bei Kerzenlicht zu Grabe getragen.

Dann wird eine Anklageschrift vorgetragen, meistens in Mundart und oft auch gereimt. Der Ankläger ist ein Karnevalsjeck, der sich als Geistlicher verkleidet hat. In Einzelfällen leitet auch ein echter Geistlicher die Zeremonie. Zunächst verteidigt die Menge den Nubbel, am Ende ist sie von seiner Schuld überzeugt und fordert Rache. Die Anklage gipfelt dann beispielsweise in rhetorischen Fragen wie: „Wer hat Schuld, dass wir unser ganzes Geld versoffen haben? Wer hat Schuld, dass wir fremdgegangen sind?“ Die johlende Menge antwortet dem Redner mit einem lauten „Dat wor der Nubbel!“, „Der Nubbel hat Schuld! Er soll brennen!“ oder ähnlichem.

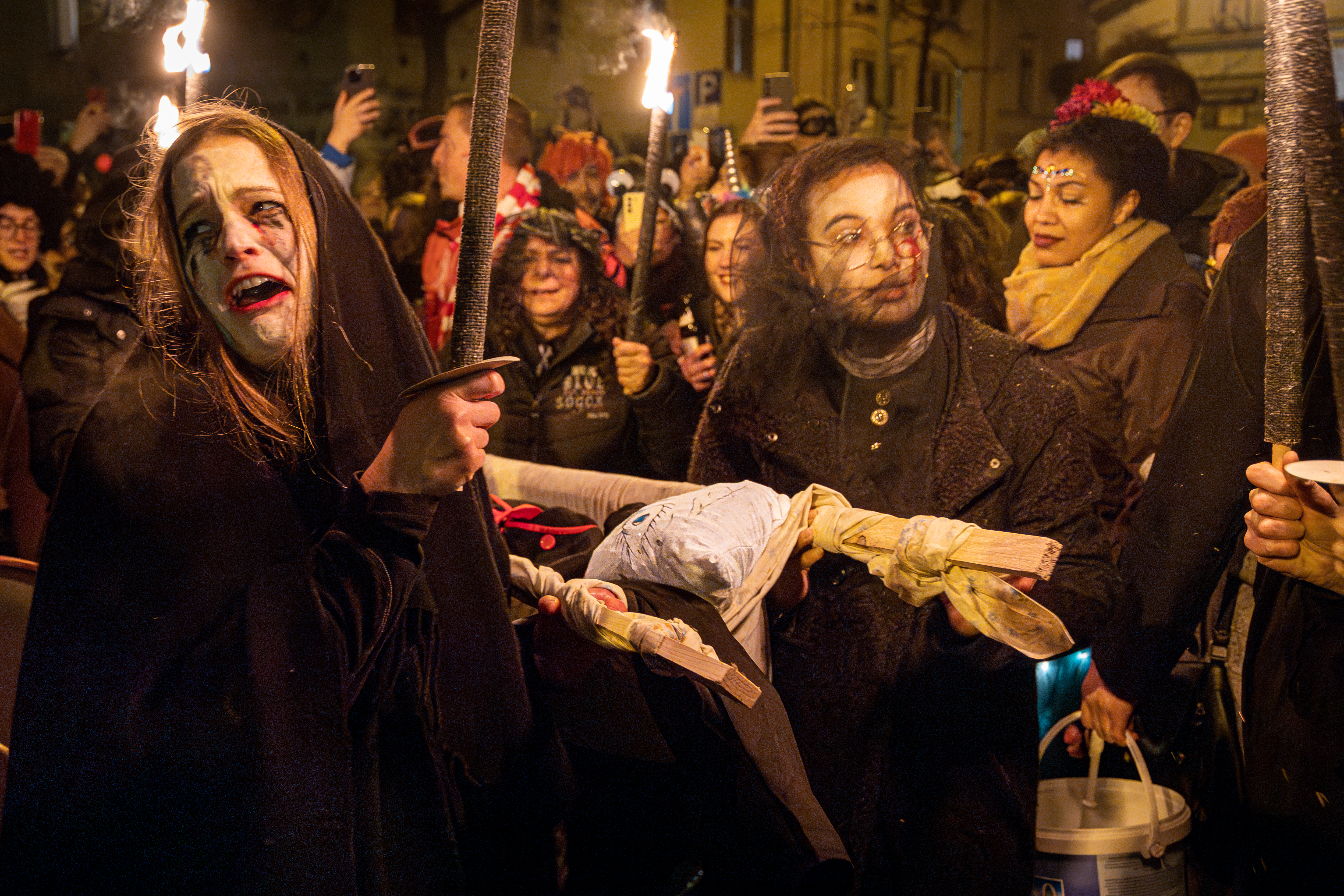
Trauernde Narren mit Nubbel

Nach dem Volksglauben werden mit dem Nubbel auch alle in der Karnevalszeit begangenen Sünden und Verfehlungen getilgt. Nach der Nubbelverbrennung geht es wieder zurück in die Kneipe und es wird zu Karnevalsmusik weitergefeiert, bis schließlich am Morgen der Aschermittwoch beginnt und die Karnevalszeit vorbei ist.
Das Brauchtum der Nubbelverbrennung ist in weiten Teilen des Rheinlandes verbreitet, doch die Bedeutung variiert regional. So gilt in einigen Gegenden der Nubbel (der hier andere Namen trägt) als „Pate“ des Karnevals, dessen Leben am Aschermittwoch endet.

## Medien
Die Bläck Fööss haben auf ihrem Album Nix es ömesöns (Nubbelverbrennung) auf dem titelgebenden Track einen Text von Hans Knipp für eine Nubbelverbrennung inklusive Trauerrede vertont.
Kasalla veröffentlichte 2024 mit Leechterloh ein Lied aus der Sicht des Nubbels. Am 11.11. erschien das Musikvideo, das in Kooperation mit dem Hänneschen-Theater entstand.